# Serena Cicalò
Serena Cicalò (Cagliari, 29 aprile 1974) è insegnante, matematica e origamista.
Nell'algebra astratta, si è segnalata per i suoi lavori sull'algebra di Lie, tra gli origamisti è nota come originale artista della carta piegata, in didattica della matematica si è distinta per il suo impegno per sensibilizzare all’uso dell’origami geometrico come strumento per l’insegnamento. Nell'ambito dell'origami modulare ha ideato un'innovativa tecnica a intreccio di strisce di 
carta piegate per costruire policubi con cui, tra l'altro , ha realizzato ritratti in pixel art e, prima e unica al mondo, il quarto livello della spugna di Menger superando i risultati di istituzioni prestigiose.

## Biografia
Serena Cicalò nasce a Cagliari nel 1974 da genitori residenti a Guasila. Nel 1993 ottiene il Diploma di Ragioneria all' Istituto Tecnico e per Geometri L. Einaudi di Senorbì. Ritorna nel capoluogo per frequentare il corso di laurea in matematica della facoltà di Scienze MM.FF.NN. dell'Università degli Studi di Cagliari. Nel 2002 consegue laurea quadriennale, discutendo una tesina con un approfondimento sulle proprietà geometriche dell'origami. Nel 2004 ottiene l'abilitazione all'insegnamento relativo a quattro classi di concorso e inizia le prime esperienze di insegnamento. 
Nel 2005 si trasferisce per frequentare la Università degli studi di Trento dove consegue il Dottorato in Matematica nel 2008.
Lo stesso anno pubblica con Willem Adrian de Graaf Teoria di Galois. Con il coautore si dedica a ricerche di algebra astratta occupandosi di anelli di Lie. In questo campo ottiene risultati originali e pubblica diversi articoli su riviste specialistiche. Nel biennio 2009 - 2010 fa ricerca e ottiene il post-dottorato presso il Centro di Algebra dell'Universidade de Lisboa. 
A Trento conosce altri origamisti che l’invitano a diventare membro del CDO, Centro Diffusione Origami, l’associazione nazionale che raggruppa gli origamisti italiani e non solo; aderisce e dal 2011 partecipa regolarmente ai convegni organizzati da questa associazione.
Dal 2012 insegna a tempo pieno Matematica e Fisica a Trento e provincia nelle scuole medie superiori, inclusi i corsi serali e la scuola carceraria. 
Nel periodo 2016-2020 fa parte del comitato che cura il settore scientifico del Convegno “Origami, Dinamiche educative e Didattica” organizzata dal CDO.
Per diffondere l'origami geometrico come strumento per l'insegnamento-apprendimento della matematica nella scuola Serena Cicalò organizza spesso corsi di aggiornamento, seminari e conferenze destinati ai docenti di scuola media superiore.
Mostre temporanee, in varie città, espongono le sue creazioni in origami.

## Cronaca della costruzione di un primato
La Cicalò scopre la spugna di Menger in origami modulari nell'aprile 2014 nel secondo convegno di “Origami, Dinamiche educative e Didattica”. Qui Francesco Mancini del Giardino di Archimede presenta una spugna di Menger di livello 2 ottenuta assemblando 400 cubetti, ciascuno ottenuto assemblando 6 biglietti dell’autobus . In questa occasione si rende noto che, per la prima volta, una spugna di livello 3, composta da 8000 cubetti costruiti utilizzando biglietti da visita, è stata realizzato nel 2005 dalla matematica origamista californiana Jeannine Mosely del Massachusetts Institute of Technology che nella costruzione si è avvalsa di 200 volontari  nell'ambito di un progetto educativo approvato dal suo istituto. Si racconta anche che, dato che il modello realizzato ha uno spigolo di 1,5 metri e un peso di 80 kilogrammi, si è escluso che si possa proseguire realizzando il quarto livello per il peso eccessivo, venti volte superiore, che farebbe collassare la struttura.
Per superare i limiti della tecnica utilizzata, la Cicalò idea una tecnica innovativa, da lei chiamata “PJS technique” dove l'acronimo sta per “pleat and join strips” ovvero “piega e unisci
strisce”, che garantisce maggiore stabilità e permette minori dimensioni . Collauda la sua nuova tecnica realizzando, nell'agosto 2015, la prima spugna di Menger di livello 3 italiana con spigolo ridotto a 35 cm e un peso di solo 1,2 kg, che espone a Saragozza alla mostra "Mujeres de Papel" all'EMOZ, scuola museo di origami. Di contro però la nuova tecnica risulta più complicata della precedente e non adatta a un lavoro di gruppo. 
Non si tratta più di assemblare cubi preassemblati ma di intrecciare moduli elementari formati da strisce di carta plissetate a quadrati il cui numero dipende dal numero di cubetti adiacenti in ciascuna direzione spaziale. Ciononostante la Cicalò, solo con le sue forze, decide di affrontare immediatamente la costruzione del livello superiore. Un altro matematico origamista, Paolo Bascetta, finanzia il progetto acquistando 25 kg di strisce di carta usati nelle lavanderie, quasi 500 rotoli di tre colori differenti, 21 km di lunghezza complessiva per 12 mm di larghezza,
necessari per realizzare il quarto livello della spugna, composta da {\displaystyle 20^{4}=160000} cubi unitari. Inizia quind il montaggio lavorando incessantemente spesso fino a 15 ore al giorno. Dopo alcuni mesi di continuo lavoro, viene a sapere che il MUSE ha lanciato una sfida per la realizzazione in gruppo del quarto livello della spugna di Menger contando sulla collaborazione del suo pubblico e di alcune scuole. Successivamente il museo si rende conto dell'impossibilità di realizzare il quarto livello e ripiega sul terzo, riuscendo, comunque, a uguagliare il risultato americano. Un'impresa non facile dato che sono state necessarie più di 600 ore di lavoro per piegare 66.048 pezzi di carte della dimensione di biglietti da visita. L'intenzioni del Muse di realizzare la prima spugna di Menger di terzo livello italiana inducono la Cicalò ad uscire allo scoperto esibendo il suo modello del terzo livello già realizzato e rendendo nota l'impresa che sta cercando di portare a termine e per la quale inizialmente aveva stimato due anni complessivi di lavoro. Il tredici novembre 2016, dopo soli 15 mesi, primo al mondo, il suo modello di spugna di Menger del 4º livello, con spigolo 1 metro e peso 25 kilogrammi, è finalmente ultimato e pronto per essere mostrato al pubblico e presentato in convegni e in università.

## Opere

### Libri
- Serena Cicalò e Willelm A. de Graaf, Non-associative gröbner bases, finitely-presented lie rings and the engel condition, in Proceedings, Atti International Symposium on Symbolic and Algebraic Computation (ISSAC), Waterloo (Ontario), 2007,  pp. 100-107, DOI:10.1145/1277548.1277563, OCLC 8876699126.
- Serena Cicalò e Willelm A. de Graaf, Teoria di Galois, Roma, Aracne, 2008, ISBN 9788854819849.
- Serena Cicalò e altri, Origami tra arte e scienza, Trento, Publistampa, 2018, ISBN 9788885726123.

### Articoli
- Serena Cicalò, Willelm A. de Graaf e Csaba Schneider, Six-dimensional nilpotent Lie algebras, in Linear Algebra and its Applications, Elsevier, vol. 436, 1º gennaio 2012,  pp. 163-189, DOI:10.1016/j.laa.2011.06.037.
- Serena Cicalò, Willelm A. de Graaf e Michael Vaughan-Lee, An effective version of the Lazard correspondence, in Journal of algebra, Elsevier, vol. 352, n. 1, 15 febbraio 2012,  pp. 430-450, DOI:10.1016/j.jalgebra.2011.11.031.
- Serena Cicalò, Vitor H.Fernandes e Csaba Schneider, Partial transformation monoids preserving a uniform partition, in Springer link, 11 settembre 2014, DOI:10.1007/s00233-014-9629-5.
- Serena Cicalò, The Construction of the Origami Level-n Menger Sponge Complement by the PJS Technique, vol. 11, no. 5: 468, Crystals, 2021, DOI:10.3390/cryst11050468.
- Serena Cicalò, The PJS technique and the construction of the first origami level-4 Menger sponge, in Origam 7, vol. 2, Mathematics, Tarquin, St Albans, UK, 2018,  pp. 653-668, ISBN 9781858118376.

### Artefatti
- Spugna di Menger di livello 4, peso 25 kilogrammi e spigolo 1 metro
- Più di venti ritratti in pixel art